# Finale della Coppa dei Campioni 1964-1965
La finale della 10ª edizione di Coppa dei Campioni si disputò il 27 maggio 1965 allo Stadio San Siro di Milano tra gli italiani dell'Inter, campioni in carica, e i portoghesi del Benfica, alla quarta finale in cinque anni. All'incontro assistettero circa 77 000 spettatori. Il match, arbitrato dallo svizzero Gottfried Dienst, vide la vittoria per 1-0 della squadra nerazzurra.

## Le squadre
| Squadre | Partecipazioni precedenti (il grassetto indica la vittoria) |
| ------- | ----------------------------------------------------------- |
| Inter   | 1 (1964)                                                    |
| Benfica | 3 (1961, 1962, 1963)                                        |

## Il cammino verso la finale

Facchetti sigla il definitivo 3-0 nella semifinale Inter-Liverpool del 12 maggio 1965.

L'Inter, campione in carica e per questo qualificata di diritto agli ottavi di finale, eliminò nell'ordine i rumeni della Dinamo Bucarest (doppia vittoria per 6-0 a Milano e 1-0 a Bucarest), gli scozzesi dei Rangers (vittoria per 3-1 in casa e sconfitta per 1-0 in trasferta) e gli inglesi del Liverpool (sconfitta per 3-1 ad Anfield e vittoria per 3-0 a San Siro).
Il Benfica, che aveva eliminato al primo turno i lussemburghesi dell'Aris Bonnevoie (doppia vittoria per 5-1), superò uno dietro l'altro gli svizzeri del F.C. La Chaux-de-Fonds (pareggio per 1-1 in trasferta e vittoria per 5-0 in casa), gli spagnoli del Real Madrid (vittoria per 5-1 al da Luz e sconfitta ininfluente per 2-1 al Bernabéu) e gli ungheresi del Vasas ETO Györ (doppia vittoria per 1-0 a Budapest e 4-0 a Lisbona).

## La partita

I due capitani, il lusitano Coluna e l'interista Picchi, nei convenevoli prima del fischio d'inizio.

La finale, disputata su un campo di gioco ai limiti della praticabilità per via della pioggia torrenziale caduta su Milano, non offrì uno spettacolo all'altezza delle aspettative. L'unica rete dell'incontro fu realizzata al 43' dall'attaccante brasiliano dell'Inter Jair con un tiro non irresistibile che il portiere avversario Costa Pereira non riuscì a trattenere. Gli sforzi del Benfica per ristabilire la parità risultarono vani.
L'Inter si laureò campione d'Europa per la seconda volta nella sua storia, bissando il successo dell'annata precedente.

## Tabellino
| Arbitro: | Gottfried Dienst |

|          |           |  |
| Jair 43’ | Marcatori |  |

| Inter | Benfica |

| Inter           |    |                    |
|                 |    |                    |
| P               | 1  | Giuliano Sarti     |
| D               | 2  | Tarcisio Burgnich  |
| D               | 3  | Giacinto Facchetti |
| C               | 4  | Gianfranco Bedin   |
| D               | 5  | Aristide Guarneri  |
| D               | 6  | Armando Picchi     |
| A               | 7  | Jair               |
| C               | 8  | Sandro Mazzola     |
| A               | 9  | Joaquín Peiró      |
| C               | 10 | Luis Suárez        |
| A               | 11 | Mario Corso        |
| Allenatore:     |    |                    |
| Helenio Herrera |    |                    |

| Benfica       |    |                          |
|               |    |                          |
| P             | 1  | Alberto da Costa Pereira |
| D             | 2  | Domiciano Cavém          |
| D             | 3  | Fernando Cruz            |
| D             | 4  | Germano                  |
| D             | 5  | Raúl Machado             |
| C             | 6  | José Neto                |
| C             | 7  | Mário Coluna             |
| A             | 8  | José Augusto             |
| A             | 9  | José Augusto Torres      |
| C             | 10 | Eusébio                  |
| A             | 11 | António Simões           |
| Allenatore:   |    |                          |
| Elek Schwartz |    |                          |